# Liste der Baudenkmale in Melbeck
In der Liste der Baudenkmale in Melbeck sind die Baudenkmale der niedersächsischen Gemeinde Melbeck und ihrer Ortsteile aufgelistet. Der Stand der Liste ist der 25. Januar 2023. Die Quelle der Baudenkmale ist der Denkmalatlas Niedersachsen.

## Allgemein
In den Spalten befinden sich folgende Informationen:
- Lage: die Adresse des Baudenkmales und die geographischen Koordinaten. Kartenansicht, um Koordinaten zu setzen. In der Kartenansicht sind Baudenkmale ohne Koordinaten mit einem roten Marker dargestellt und können in der Karte gesetzt werden. Baudenkmale ohne Bild sind mit einem blauen Marker gekennzeichnet, Baudenkmale mit Bild mit einem grünen Marker.
- Bezeichnung: Bezeichnung des Baudenkmales
- Beschreibung: die Beschreibung des Baudenkmales. Unter § 3 Abs. 2 NDSchG werden Einzeldenkmale und unter § 3 Abs. 3 NDSchG Gruppen baulicher Anlagen und deren Bestandteile ausgewiesen.
- ID: die Objekt-ID des Baudenkmales
- Bild: ein Bild des Baudenkmales, ggf. zusätzlich mit einem Link zu weiteren Fotos des Baudenkmals im Medienarchiv Wikimedia Commons. Wenn man auf das Kamerasymbol klickt, können Fotos zu Baudenkmalen aus dieser Liste hochgeladen werden:

## Melbeck

### Gruppe: Ebstorfer Straße 2
Die Gruppe hat die ID: 34327406. Große Hofanlage mit Wohn-/ Wirtschaftsgebäude, Speicher, Scheune, Stall und Landarbeiterwohnhaus.Reicher Baumbestand auf (Eichen), wird zur Straße durch eine Backsteinmauer eingefriedet und ist teilweise mit Feldsteinen gepflastert.

| Lage                                            | Bezeichnung               | Beschreibung | ID       | Bild |
| ----------------------------------------------- | ------------------------- | --- | -------- | ---- |
| Ebstorfer Straße 2 53° 10′ 55″ N, 10° 24′ 16″ O | Häuslingshaus             | Langgestreckter Fachwerkbau auf Feldsteinsockel mit Backsteinausfachung und unter Halbwalmdach mit Ziegeldeckung, teilweise als Stall genutzt. Zur Hofseite ca. 1 m Dachüberstand. Errichtet zweite Hälfte 19. Jh.                                                                                 | 28830617 | BW   |
| Ebstorfer Straße 2 53° 10′ 57″ N, 10° 24′ 16″ O | Scheune                   | Mächtiger Backsteinbau unter Satteldach in Ziegeldeckung. Gliederung der Fassade mittels Lisenen und Ziegeldekor. Quereinfahrten unter Korbbögen. Errichtet etwa 1905. | 28830635 | BW   |
| Ebstorfer Straße 2 53° 10′ 54″ N, 10° 24′ 16″ O | Stall                     | Futterküche am östlichen Ende. Langgestreckter Backsteinbau mit Ziersetzung unter Satteldach in roter Hohlpfannendeckung. Zur Nordseite Darrgauben und zwei Ladezwerchhäuser. Errichtet etwa 1895.                                                                                                 | 28830653 | BW   |
| Ebstorfer Straße 2 53° 10′ 55″ N, 10° 24′ 19″ O | Speicher                  | Zweigeschossiger Fachwerkbau auf Feldsteinsockel mit Backsteinausfachung unter Halbwalmdach in Ziegeldeckung. Erschließung in nördlicher Langseite durch mittige Türe, darüber Ladeluke und Aufzugserker. Fensteröffnungen durch Holzklappen verschlossen. Errichtet etwa 1800.                    | 28830671 | BW   |
| Ebstorfer Straße 2 53° 10′ 56″ N, 10° 24′ 19″ O | Wohn-/ Wirtschaftsgebäude | Fachwerkbau in Vierständerbauweise auf Feldsteinsockel mit Backsteinausfachung unter Halbwalmdach in Hohlpfannendeckung. Wohnende tw. zweigeschossig. Zwerchhaus über Eingang an Traufseite. Wirtschaftsgiebel leicht vorkragend. Flettausgang mit beischlagähnlichem Steinbänken. Errichtet 1798. | 28830693 | BW   |
| Ebstorfer Straße 2 53° 10′ 57″ N, 10° 24′ 19″ O | Mauer                     | Ziegelmauer mit Pfeilern. Errichtet etwa 1900. | 28830925 | BW   |

### Gruppe: Heinser Weg
Die Gruppe hat die ID: 34327442. Gruppe von vier Wohnhäusern und einem Wohn-/Wirtschaftsgebäude. Die Gebäude gehören zu kleinen Hofanlagen beidseitig des Heinser Weges. Zumeist traufständig zur Straße.

| Lage                                      | Bezeichnung               | Beschreibung | ID       | Bild |
| ----------------------------------------- | ------------------------- | --- | -------- | ---- |
| Heinser Weg 5 53° 10′ 41″ N, 10° 24′ 7″ O | Wohnhaus                  | Traufständiger, eingeschossiger Fachwerkbau mit Backsteinausfachung unter Satteldach in Hohlpfannendeckung. Drei Wohneinheiten. Errichtet zweite Hälfte 19. Jh. | 28830800 | BW   |
| Heinser Weg 6 53° 10′ 43″ N, 10° 24′ 5″ O | Wohnhaus                  | Langgestreckter Fachwerkbau mit Backsteinausfachung und unter Halbwalmdach in Ziegelpfannendeckung. Westgiebel ganz und Nordseite teilweise aus Backstein. Möglicherweise ursprünglich Landarbeiterwohnhaus. Errichtet gegen 1870. | 28830818 | BW   |
| Heinser Weg 7 53° 10′ 42″ N, 10° 24′ 5″ O | Wohnhaus                  | Langgestreckter Fachwerkbau mit Backsteinausfachung und unter Halbwalmdach in Ziegeldeckung. Errichtet erste Hälfte 19. Jh. | 28830782 | BW   |
| Heinser Weg 8 53° 10′ 42″ N, 10° 24′ 3″ O | Wohnhaus                  | Traufständiger, eingeschossiger Fachwerkbau mit Backsteinausfachung unter Satteldach in Ziegeldeckung. Seitliche Giebel mit senkrechter Verbretterung. Mittiger Eingang mit vorgelagerten Stufen. Rückwärtig Stallanbau aus Backstein. Errichtet gegen 1870. | 28830764 | BW   |
| Heinser Weg 9 53° 10′ 41″ N, 10° 24′ 0″ O | Wohn-/ Wirtschaftsgebäude | Fachwerkbau auf verputztem Sockel mit Backsteinausfachung unter Halbwalmdach. Wirtschaftsgiebel leicht vorkragend. Querdurchfahrt. Bauinschrift über nördlichen Dielentor. Errichtet 1820(i). Umbauphase mit Verdopplung des Wohnteils und Dacherneuerung mit gedämpfter Doppelmuldenfalzziegeldeckung mit Firstkamm. Über dem traufseitigen Wohneingang Zwerchhaus mit Freigespärre und Laubenvorbau. Errichtet 1908(i). | 28830834 | BW   |

### Gruppe: Wassermühle Melbeck
Die Gruppe hat die ID: 34327426. Mühlenhof mit Wassermühle und Wohnwirtschaftsgebäude. Wassermühle direkt am Melbecker Bach. Nordwestlich weit abgesetzt das Wohnwirtschaftsgebäude.

| Lage                                             | Bezeichnung               | Beschreibung | ID       | Bild           |
| ------------------------------------------------ | ------------------------- | --- | -------- | -------------- |
| Ebstorfer Straße 20 53° 10′ 37″ N, 10° 24′ 9″ O  | Wassermühle               | Zweigeschossiger Backsteinbau mit aufgesetztem Fachwerkgeschoss mit Backsteinausfachung unter flach geneigtem Dach mit Aufzugserker. Turbinenantrieb, Doppelwalzenstühle und ein Schrotgang. Errichtet 1907 und aufgestockt 1923(i).                                                | 28830744 | Weitere Bilder |
| Ebstorfer Straße 20 53° 10′ 47″ N, 10° 24′ 18″ O | Wohn-/ Wirtschaftsgebäude | Eingeschossiger traufständiger Backsteinbau unter Satteldach in roter Hohlpfannendeckung mit dreiachsigem zweigeschossigen Zwerchhaus und Quereinfahrt an östlicher Traufseite, Segmentbogenfenstern mit gelber Backsteinenzierlaibung und Ecklisenengliederung. Errichtet um 1900. | 28830726 | BW             |

### Einzelobjekte
| Lage                                              | Bezeichnung               | Beschreibung | ID       | Bild |
| ------------------------------------------------- | ------------------------- | --- | -------- | ---- |
| Diemelkoppel 10 a / b 53° 10′ 52″ N, 10° 24′ 9″ O | Wohnhaus                  | Fachwerkbau auf Granit- bzw. Feldsteinsockel in Zweiständerbauweise und Unterrähmkonstruktion. Errichtet wohl im 17. Jh. Umbau zum Landarbeiterhaus mit Backsteinausfachung unter Halbwalmdach, ursprünglich in Strohdeckung. Drempel im Norden hinzugefügt. Zwei traufseitige Eingänge und weiterer in nördlicher Giebelseite. Erste Hälfte 19. Jh. | 28830890 | BW   |
| Ebstorfer Straße 11 53° 10′ 43″ N, 10° 24′ 17″ O  | Schule                    | Traufständiger, zweigeschossiger Backsteinbau unter Halbwalmdach in Hohlpfannendeckung. Gliederung und Dekor der Fassaden durch gelb abgesetzte Eckpilaster mit Formsteinen. Mittiger Doppeleingang mit Zementputzrahmung und Mittelsäule. Errichtet gegen 1905.                                                                                     | 28830871 | BW   |
| Uelzener Straße 53° 10′ 53″ N, 10° 24′ 25″ O      | Kriegerdenkmal            | bei Uelzener Straße 5 | 28830909 | BW   |
| Uelzener Straße 4 53° 10′ 50″ N, 10° 24′ 26″ O    | Wohn-/ Wirtschaftsgebäude | Fachwerkbau auf Granitsockel mit Backsteinausfachung und unter Halbwalmdach mit Falzziegeldeckung. Ausmittige Längseinfahrt. Spruchinschrift über Dielentor. Errichtet 1857(i). Auf östlicher Traufseite dreiachsiges Zwerchhaus über Wohneingang mit kassettierter Tür, etwa 1910 hinzugefügt.                                                      | 28830852 | BW   |